# George Townshend, I Marqués de Townshend
El Mariscal de campo George Townshend, primer marqués Townshend, PC (28 de febrero de 1724 – 14 de septiembre de 1807), conocido como el Vizconde Townshend de 1764 a 1787, fue un soldado y político británico . Después de servir en la Batalla de Dettingen durante la Guerra de Sucesión de Austria y la Batalla de Culloden durante el Levantamiento jacobita, Townshend tomó el mando de las fuerzas británicas para las etapas finales de la Batalla de las Llanuras de Abraham durante la Guerra de los Siete Años . Pasó a ser Lord Teniente de Irlanda o Virrey, introduciendo medidas para aumentar el tamaño de los regimientos irlandeses, reducir la corrupción y mejorar la economía irlandesa. Junto con el Primer Ministro North en Londres, consolidó el control gubernamental sobre Irlanda. También sirvió como Maestro General de la Ordenanza, primero en el gobierno de North y luego en el de la Coalición Fox-North.

## Carrera militar

### Primeros años

Armas de Townshend: Azur, un armiño de chevron entre tres ostras de plata

Hijo de Charles Townshend, tercer vizconde de Townshend, y Audrey Etheldreda Townshend (nacida Harrison),  Townshend fue educado en Eton College y St John's College, Cambridge . Se unió al ejército como voluntario en el verano de 1743 y entró en acción por primera vez en la Batalla de Dettingen en junio de 1743 durante la Guerra de Sucesión de Austria . Ascendió al grado de capitán del 7º Regimiento de Dragones en abril de 1745 y combatió en los Países Bajos .  Luchó en la batalla de Culloden en abril de 1746 durante el levantamiento jacobita, y tras haber sido nombrado ayudante de campo del duque de Cumberland y ser transferido al 20º Regimiento de infantería en febrero de 1747, participó en la batalla de Lauffeld en julio de 1747 en las últimas fases de la Guerra de Sucesión de Austria.
Durante su servicio en Bélgica, Townshend fue elegido miembro del Parlamento de Norfolk sin oposición en 1747. Se convirtió en capitán del 1.er Regimiento de Guardias de Infantería y teniente coronel del Ejército el 25 de febrero de 1748. En 1751 escribió un panfleto que criticaba profundamente las habilidades militares de Cumberland. Mientras tanto, defendió en el parlamento el empleo de consejos de guerra, en lugar de que los oficiales al mando fueran responsables de la disciplina en el Ejército, abogó por una milicia más grande y un ejército permanente más pequeño y fue personalmente responsable de garantizar que la Ley de la Milicia de 1757 llegara al libro de estatutos. Ascendido al rango de coronel el 6 de mayo de 1758, se convirtió en coronel del 64.º Regimiento de Infantería en junio de 1759.

### Guerra de los siete años
Townshend recibió el mando de una brigada en Quebec bajo el mando del general James Wolfe; a la muerte de este último murió el 13 de septiembre de 1759, y de que su segundo al mando (Robert Monckton) resultara herido, Townshend tomó el mando de las fuerzas británicas durante la Batalla de las Llanuras de Abraham. Logró la rendición de la ciudad de Quebec el 18 de septiembre de 1759. Sin embargo, despreciaba profundamente al general Wolfe (un dibujo suyo de Wolfe es considerada la primera caricatura de Canadá), por lo que fue duramente criticado a su regreso a Gran Bretaña por eso, ya que Wolfe era un héroe popular en todo el país. Sin embargo, se convirtió en coronel del 28º Regimiento de infantería en octubre de 1759, fue ascendido a general de división el 6 de marzo de 1761 y luchó enVillinghausen en julio de 1761. En mayo de 1762 tomó el mando de una división del ejército anglo-portugués, con el rango local de teniente general, para proteger Portugal durante la invasión española.

### De la posguerra

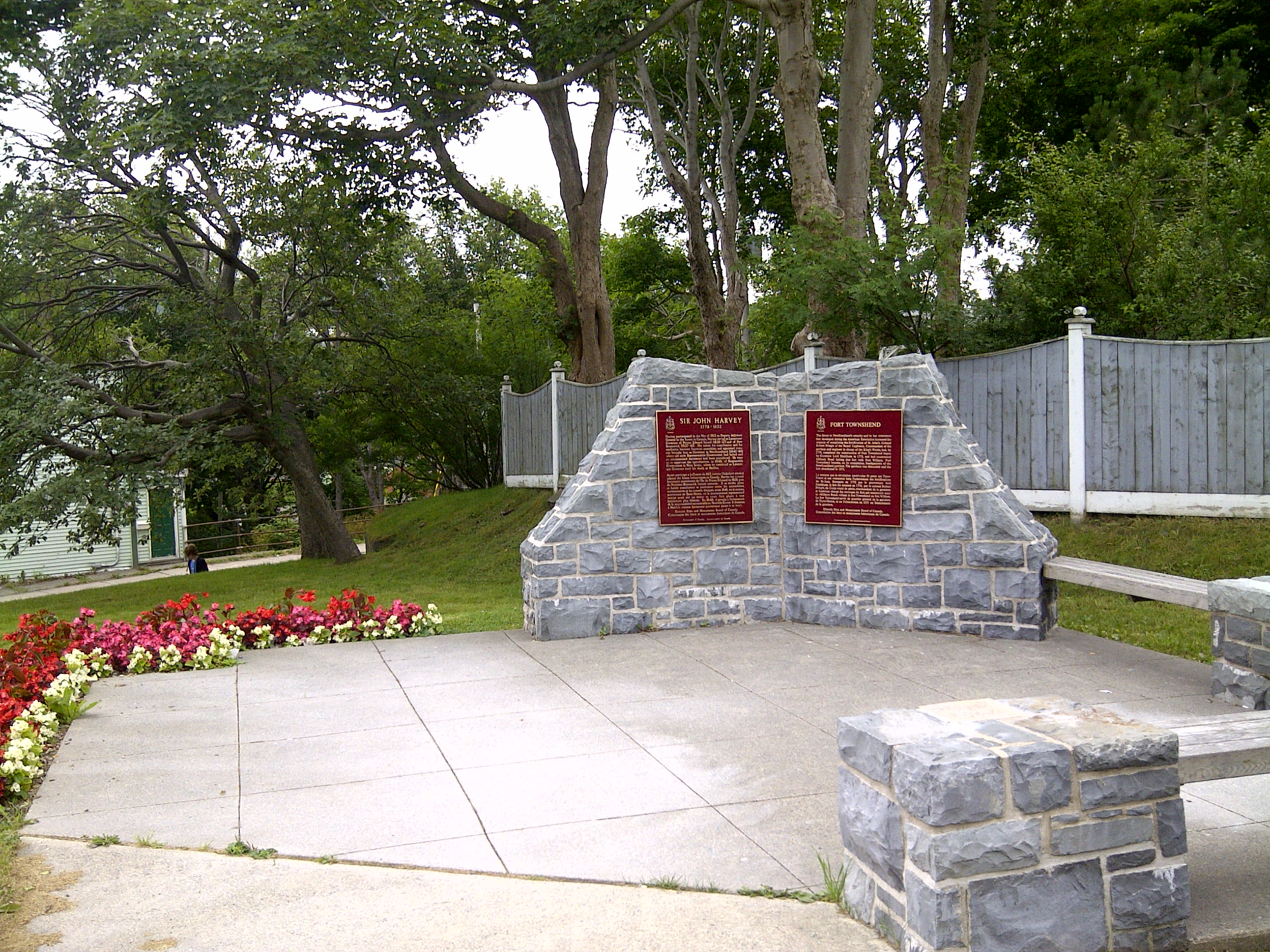
Fort Townshend en Terranova y Labrador

Townshend se convirtió en teniente general de la Ordenanza en el Ministerio de Grenville en marzo de 1763 y sucedió a su padre como vizconde Townshend en marzo de 1764.

## Virrey de Irlanda
Pasó a ser Lord Teniente de Irlanda durante el Ministerio de Chatham en agosto de 1767 e introdujo medidas destinadas a aumentar el tamaño de los regimientos irlandeses, reducir la corrupción en Irlanda y mejorar la economía irlandesa. Después de que el Parlamento de Irlanda rechazara su proyecto de ley de dinero, Townshend prorrogó el parlamento en noviembre de 1767, haciéndose muy impopular en Dublín . Lo más importante es que colaboró con el primer ministro Lord North en Londres para consolidar el control gubernamental sobre Irlanda.

## Vida posterior
Promovido al rango sustantivo de teniente general el 30 de abril de 1770, fue reemplazado como Lord Teniente de Irlanda en septiembre de 1772.
Townshend volvió a su cargo de Maestro General de Artillería en el Ministerio de North en octubre de 1772.  Tras su impopular experiencia irlandesa, se enfrentó en duelo con Charles Coote, primer conde de Bellomont, un noble irlandés, el 2 de febrero de 1773, hiriendo gravemente al conde con una bala en la ingle. Townshend se convirtió en coronel de la 2.ª Guardia de Dragones en julio de 1773. 
En 1779, Richard Edwards, gobernador de Terranova y Labrador, comenzó la erección de Fort Townshend, una fortificación en Terranova y Labrador, nombrada en honor a Lord Townshend. Townshend renunció como maestro general de la Ordenanza en marzo de 1782 cuando el marqués de Rockingham llegó al poder pero, habiendo sido ascendido a general el 26 de noviembre de 1782, fue restaurado en el cargo durante el gobierno de Coalición Fox-North en abril de 1783. Se retiró de ese cargo cuando William Pitt el Joven llegó al poder en enero de 1784.
Creado marqués Townshend el 27 de octubre de 1787,  Townshend se convirtió en Lord Teniente de Norfolk en febrero de 1792.  También fue nombrado gobernador de Kingston-upon-Hull en 1794 y gobernador del Hospital Real de Chelsea en julio de 1795.  En mayo de 1796 su hijo, Lord Charles, acababa de ser elegido diputado por Great Yarmouth, y tomó un carruaje a Londres con su hermano, el reverendo. Lord Frederick. Sin embargo, durante el viaje, Lord Frederick asesinó inexplicablemente a su hermano de un disparo en la cabeza y finalmente fue declarado loco. Promovido a mariscal de campo el 30 de julio de 1796,  Townshend murió en la residencia familiar de Raynham Hall en Norfolk el 14 de septiembre de 1807 donde fue enterrado.

## Familia
El 19 de diciembre de 1751, Townshend se casó con Charlotte Compton, decimosexta baronesa Ferrers de Chartley (m. 1770), hija de James Compton, quinto conde de Northampton . Tuvieron ocho hijos:

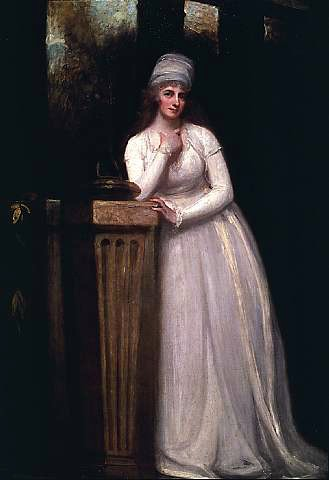
La segunda esposa de Townshend, Anne Montgomery, en 1802 por George Romney

- George Townshend, segundo marqués de Townshend (1755-1811), conde de Leicester desde 1784 (creado por Jorge III)
- Lord John Townshend (19 de enero de 1757) – 25 de febrero de 1833)
- Lady Elizabeth Townshend (fallecida el 21 de marzo de 1811)
- Reverendo Lord Frederick Patrick Townshend (30 de diciembre de 1767) – 18 de enero de 1836)
- Lord Charles Townshend (1768) – 27 de mayo de 1796)
- Lady Charlotte (1757-16 de diciembre de 1757)[12]
- Lady Caroline
- Lady Frances Townshend

Se casó después con Anne Montgomery, hija de Sir William Montgomery, primer baronet, el 19 de mayo de 1773. Ana fue la Maestra de las Túnicas de Carolina, Princesa de Gales, desde 1795 hasta 1820. Tuvieron seis hijos:
- Lord William Townshend (1778-1794)
- Capitán Lord James Nugent Boyle Bernardo Townshend (11 de septiembre de 1785 – 28 de junio de 1842)
- Lady Anne Townshend (1775-1826)[13]
- Lady Charlotte Townshend (16 de marzo de 1776) – 30 de julio de 1856), se casó con el sexto duque de Leeds .
- Lady Honoria Townshend (1777–1826)
- Lady Henrietta Townshend (fallecida el 9 de noviembre de 1848)